# Santiago Tlaxomulco
Santiago Tlaxomulco är en ort i Mexiko.   Den ligger i kommunen Toluca och delstaten Mexiko, i den sydöstra delen av landet, 60 km väster om huvudstaden Mexico City. Santiago Tlaxomulco ligger 2 757 meter över havet och antalet invånare är 195.
Terrängen runt Santiago Tlaxomulco är platt norrut, men söderut är den kuperad. Runt Santiago Tlaxomulco är det mycket tätbefolkat, med 2 103 invånare per kvadratkilometer. Närmaste större samhälle är Toluca, 2,9 km sydost om Santiago Tlaxomulco. Runt Santiago Tlaxomulco är det i huvudsak tätbebyggt.